# 기도 슈신
기도 슈신(義堂周信)은, 일본 난보쿠초 시대부터 무로마치 시대(室町時代)에 걸쳐 활약했던 임제종의 승려이다. 「기도」(義堂)는 도호(道号)이고 「슈신」(周信)은 법명이며, 따로 「고카 도인」(空華道人)이라고도 불렸다.

## 개요
도사국(土佐国) 다카오카(高岡) 출신으로 14세 때인 1338년에 머리를 깎고 처음으로 천태밀교를 배웠으며, 후에 선종으로 개종하여 교토로 상경, 선승 무소 소세키(夢窓疎石)의 문하 제자가 되었다. 이때에 「슈신」(周信)이라는 이름을 받았다.
엔분(延文) 4년(1359년) 막부가 간토 지방의 통치를 위해 설치한 가마쿠라 구보(鎌倉公方)의 아시카가 모토우지(足利基氏)에게 불려가 가마쿠라로 가서 고랴쿠(康暦) 2년(1380년)까지 머물렀다. 모토우지나 간토 간레이(関東管領) 우에스기 씨(上杉氏) 등에게 선종을 가르쳤으며, 모토우지가 사망한 뒤에 어린 나이로 가마쿠라 구보가 된 아시카가 우지미쓰(足利氏満)의 교육계도 맡았다. 이 사이에 임천사(臨川寺)의 고잔(五山)으로의 지위 상승 문제나 도풍경 사건(渡諷経事件)의 해결에도 힘써서 그 공명정대함, 엄정중립적인 태도로 여러 방면에 감명을 주었다. 수도로 돌아온 뒤에는 3대 쇼군 아시카가 요시미쓰(足利義満)의 비호 아래 쇼코쿠지(相国寺) 건립을 진언하고 겐린지(建仁寺)의 주지직을 맡았으며, 1386년에는 난젠지(南禅寺)의 주지가 되었고 도지지(等持寺)의 주지직도 맡았다.
슌오쿠 묘와(春屋妙葩)나 젯카이 츄신(絶海中津)과 함께 중국문화에 통달했던 고잔 문학(五山文学)을 대표하는 학문승으로 꼽히고 있다.

## 참고 문헌
- 蔭木英雄訳注 『義堂周信』＜日本漢詩人選集3＞研文出版、1999年
- 寺田透 『義堂周信　絶海中津』＜日本詩人選24＞筑摩書房、1977年
- 入矢義高校注 『五山文学集』＜新日本古典文学大系48＞岩波書店、1990年
- 玉村竹二訳注 『五山詩僧』＜日本の禅語録 第8巻＞講談社、1978年